# Паул Јанес
Паул Јанес (11. март 1912. — 12. јун 1987) био је немачки фудбалер. Одиграо је 71 утакмицу и постигао седам голова за репрезентацију Немачке од 1932. до 1942. и играо је на два светска првенства: 1934. и 1938.